# Broomfluormethaan
Broomfluormethaan is een halomethaan van fluor en broom, met als brutoformule CH2BrF. De stof komt voor als een zeer toxisch gas, dat goed oplosbaar is in ethanol en zeer goed oplosbaar in chloroform.

## Synthese
Broomfluormethaan kan op verschillende (echter weinig effectieve) manieren bereid worden:
- Uit zouten van fluorazijnzuur via een Hunsdiecker-reactie
- Uit dibroomfluormethaan, door reductieve debromering met een Swarts-reagens
- Uit een dihalomethaan, via een substitutiereactie met fluor en broom
- Uit een halomethaan door een gekatalyseerde bromering of fluorering

De reactie met de grootste opbrengst is de reductieve debromering met tributyltinhydride.

## Toepassingen
Het gebruik van broomfluormethaan is strikt geregeld, wegens een ozonafbrekend vermogen van 0,73. Het wordt gebruikt bij de productie van een aantal geneesmiddelen, andere halomethanen en intermediairen.
Het radio-isotoop CH2Br18F wordt gebruikt in de radiochemie.